# Plaine de Sarobetsu
Ne pas confondre avec Sarabetsu.

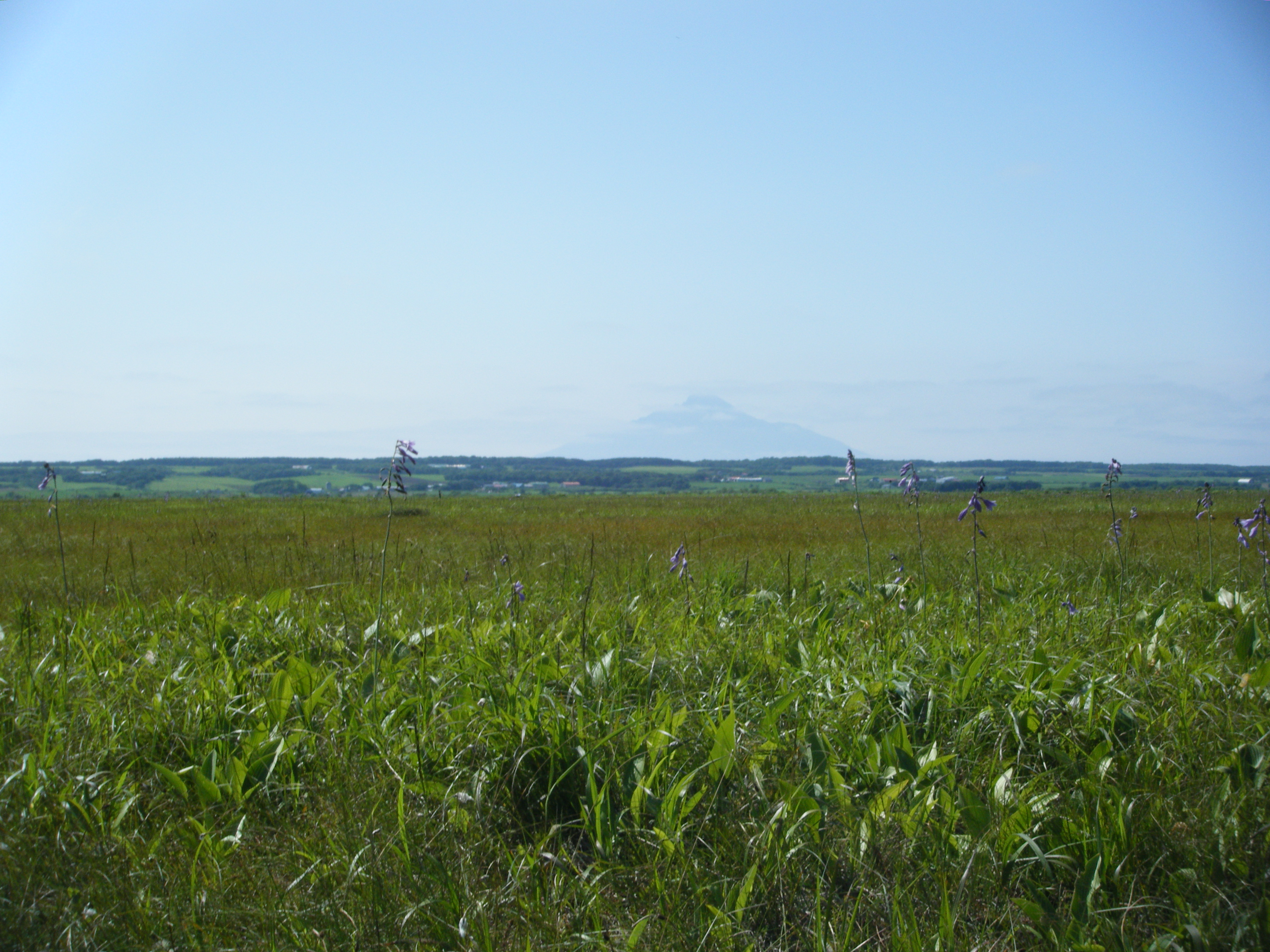
La plaine de Sarobetsu.

La plaine de Sarobetsu (サロベツ原野, Sarobetsu-genya), est une plaine côtière et une lande de faible hauteur au nord-ouest de l'île de Hokkaidō, au Japon. Avec une superficie d'approximativement 20 000 ha, elle fait partie du parc national de Rishiri-Rebun-Sarobetsu et ses zones humides font partie des sites Ramsar au Japon,,,. Son nom dérive de l'Aïnou sar (marais) et pet (rivière).